# Monticola gularis
Roqueiro-de-garganta-branca ou melro-das-rochas-de-garganta-branca (Monticola gularis) é uma espécie de ave da família Muscicapidae.
Pode ser encontrada nos seguintes países: Camboja, China, Hong Kong, Japão, Coreia do Norte, Coreia do Sul, Laos, Malásia, Myanmar, Rússia, Singapura, Tailândia e Vietname.
Os seus habitats naturais são: florestas temperadas.